# 루도비쿠스 3세

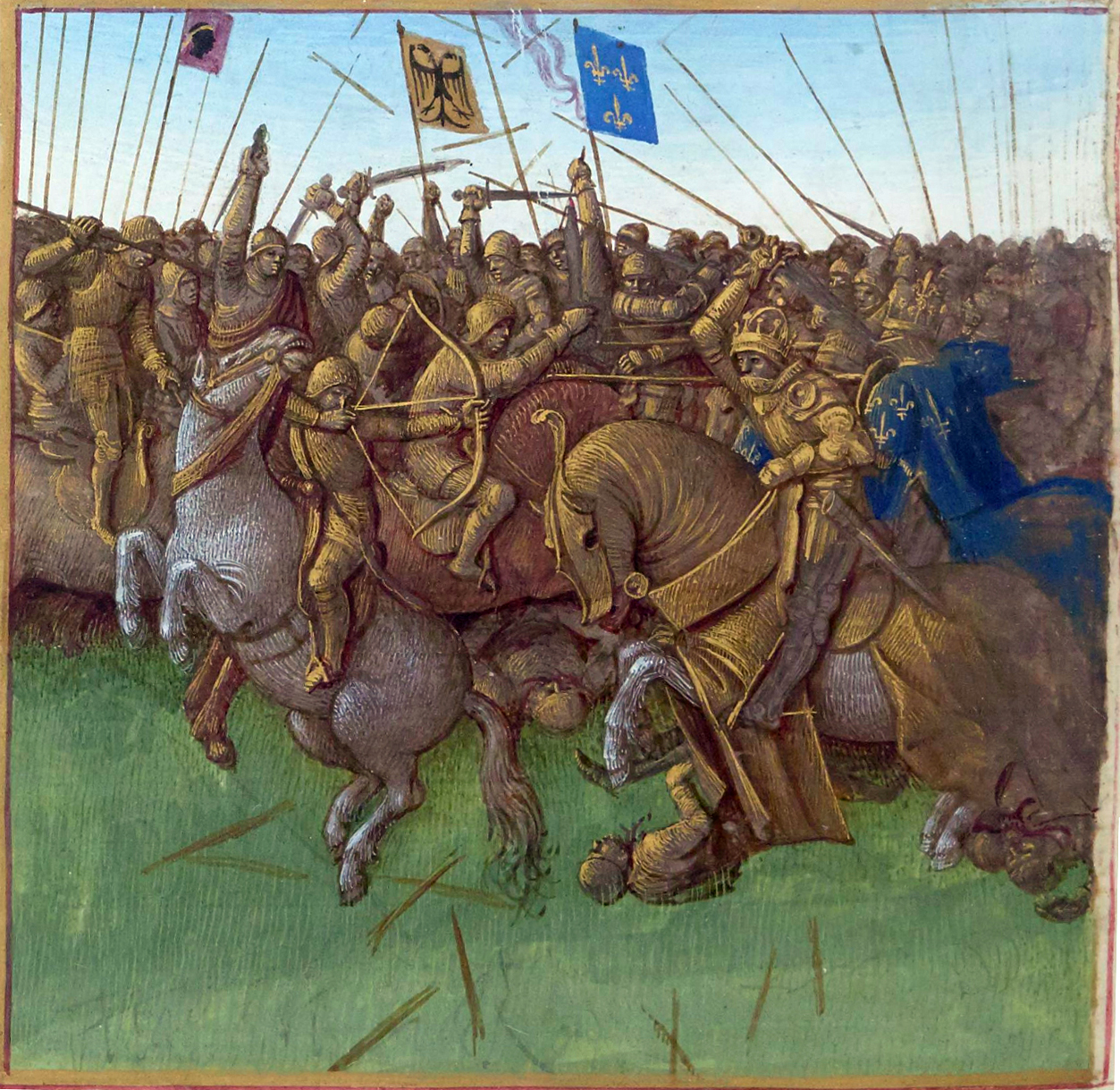
루도비쿠스 3세와 카를로마누스 2세가 빈에서 바이킹족을 무찌르는 전투 장면 (15세기, 프랑스국립도서관 소장)

루도비쿠스 3세(Ludovicus III, 862년/865년 경 – 882년 8월 5일)는 서프랑크 왕국의 국왕이자 네우스트리아, 일드프랑스의 군주였다. 루도비쿠스 2세 발부스스의 둘째아들로 879년 아버지가 죽자 형제인 카를로마누스 2세와 함께 서프랑크 왕국의 왕이 되었다. 카롤링거 가문의 일원으로 왕조의 시조인 카롤루스 1세 마그누스의 4대 손이다.
외가의 집안이 지체가 낮아서 친할아버지 카롤루스 2세 칼부스는 그의 부모의 결혼을 반대하였고, 동거하던 중 발각되어 할아버지에 의해 강제 이혼당했다. 루도비쿠스 3세와 동생 카를로마누스 2세는 할아버지 대머리 카를 2세가 죽은 뒤에야 정식 적자로 복권될 수 있었다.
부왕 루도비쿠스 2세 발부스의 사후, 공동 국왕으로 즉위하였다. 880년 아미엥에서 영토를 분할하여 루도비쿠스 3세는 네우스트리아와 일드프랑스 지역을 차지하였다. 루도비쿠스 3세는 짧은 통치기간 중 대외적으로는 바이킹족을 격퇴하는데 성공했으며, 카를로마누스 2세와 함께, 프로방스에서 자립한 보소 5세를 공격하였다. 그러나 882년 8월 5일 게르몽 후작의 딸을 연모하여 그를 뒤쫓다가 생 드니에서 낙마사고로 사망하고 만다. 사망 당시 아들은 없었으므로 동생 카를로마누스 2세가 단독으로 통치하게 된다.

## 생애

### 생애 초반

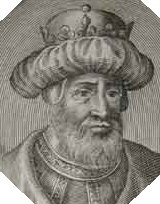
아버지 루도비쿠스 2세 발부스

서프랑크 왕국의 국왕이자 프로방스의 왕, 아키텐의 왕인 루도비쿠스 2세 발부스와 그의 첫 부인인 부르고뉴 백작 아르뒤노 드 부르고뉴(Arduino de Borgundy)와 비셈베르가(Wisemberg)의 딸 안스가르드(Ansgarde)의 둘째 아들로, 862년, 863년 또는 865년에 태어났다. 카를로마누스 2세는 그의 친 동생이었고, 유복자인 카롤루스 3세 심플렉스은 그의 이복 동생이었다.
루도비쿠스 3세는 그의 할아버지 카롤루스 2세 칼부스의 통치기간 중에 태어났으나, 레기노(Regino)에 의하면 할아버지 대머리왕 카를 2세는 안스가르드의 집안이 지위가 낮아 며느리로 받아들이길 거부했다. 스루도비쿠스 3세의 할아버지 카롤루스 2세는 그의 부모 루도비쿠스 2세와 안스가르드의 결혼을 반대했고, 루도비쿠스 2세와 안스가르드는 862년 12월 비밀리에 결혼하였다.
정확한 생일은 전하지 않지만 862년 12월 이후로, 863년 또는 865년 경에 태어난 루도비쿠스 3세는 비밀리에 양육되었다. 루도비쿠스 3세가 태어난 뒤 여동생 기셀라와 동생 카를로마누스 2세, 여동생 힐데가르트, 에르망가르트가 차례대로 태어났다. 875년 루도비쿠스 2세와 안스가르드의 동거가 발각되었고, 할아버지 카롤루스 2세는 루도비쿠스 2세에게 안스가르드와의 이혼을 명령했다. 루도비쿠스 3세와 카를로마누스 2세 형제자매는 아키텐에서 내쳐졌다. 그리고 아버지 루도비쿠스 2세는 프리울리 후작이자 파리 백작의 딸 아델라이드 드 프리울리와 결혼하게 된다.

### 소년 시절

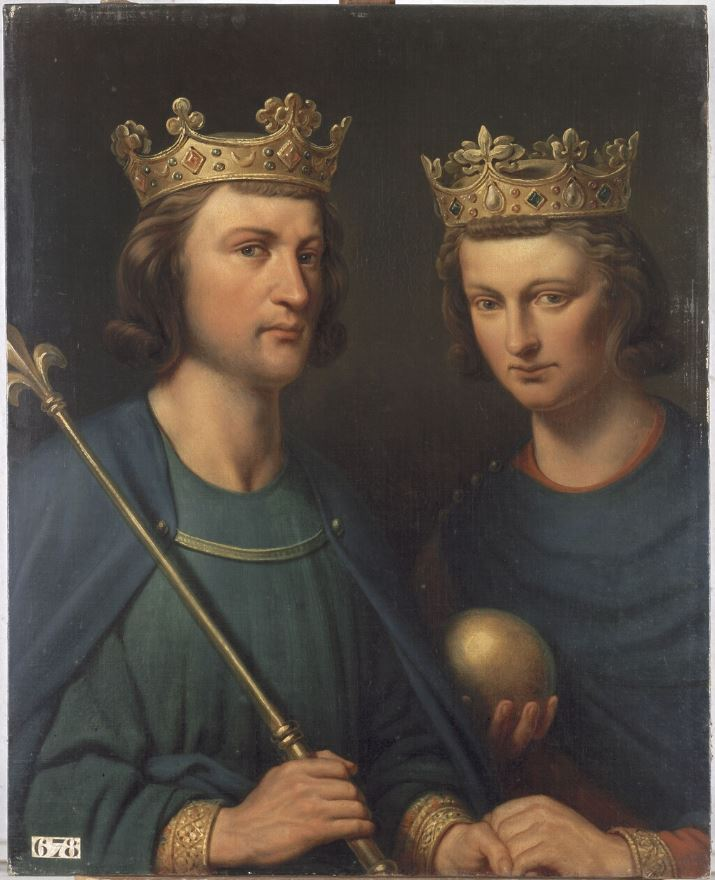
샤를 루이 드 슈타우벤 작 루이와 샤를로망 형제, 1837년작

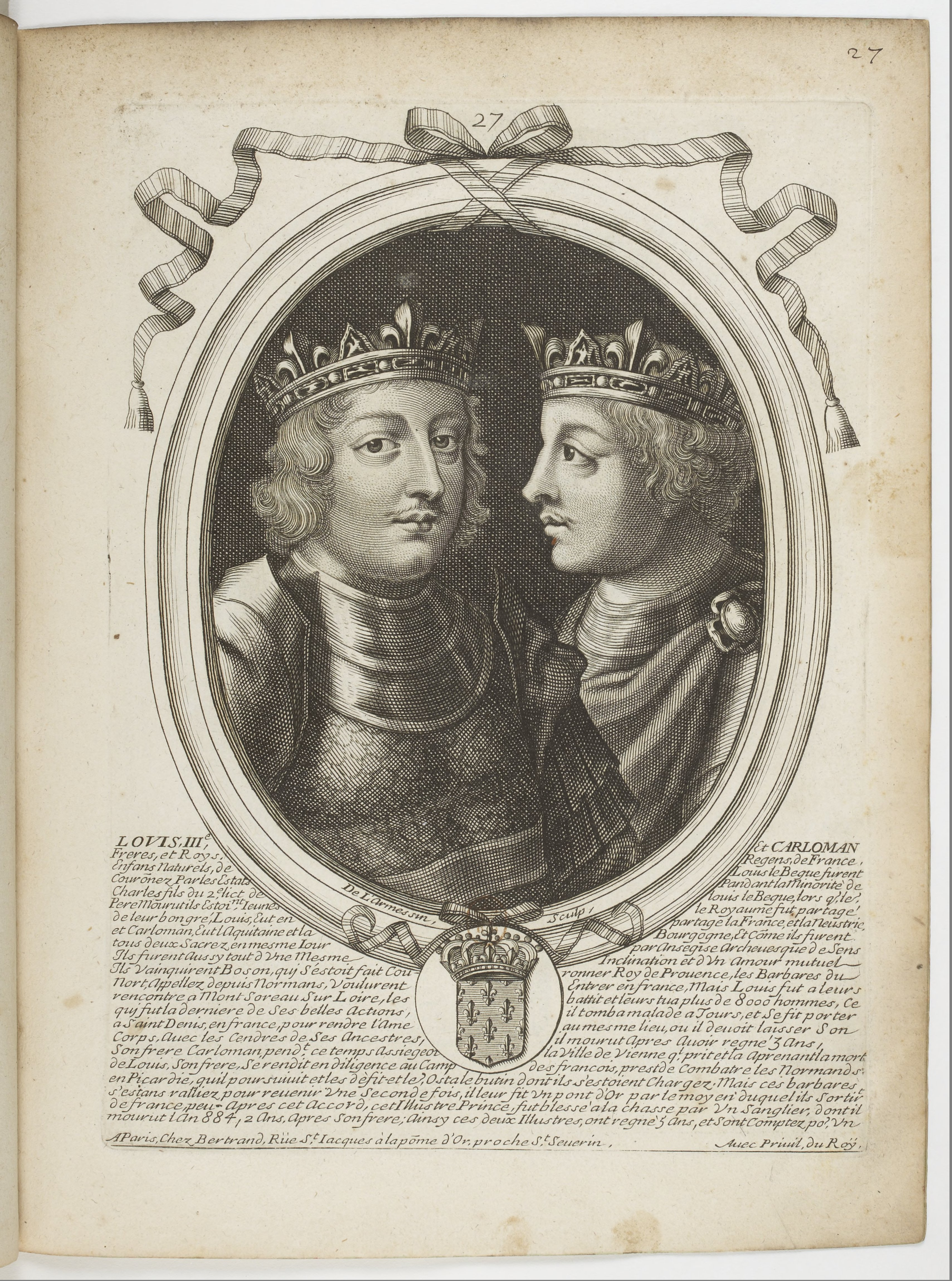
루도비쿠스 3세(좌)와 카를로마누스 2세(우) 형제, 1690년작

877년 할아버지 카롤루스 2세가 죽고 아버지 루도비쿠스 2세가 왕이 되면서 루도비쿠스 3세와 카를로마누스 2세 형제는 정식 왕자로 공인받았다. 878년 8월 7일 아버지 루도비쿠스 2세는 교황 요한네스 8세를 설득하여 안스가르데와의 이혼을 무효화시키고 두 아들을 적자로 공인받게 했다. 그러나 아버지 루도비쿠스 2세 역시 재위 2년만에 사망했다.
아버지 루도비쿠스 2세는 죽기 전, 왕국의 분열을 염려해 베른하르트 드 오베르뉴와 위그 드 아블, 보소 5세 등에게 아들 루도비쿠스 3세를 유일한 후계자로 지정하고 후일을 부탁하였다. 위드 드 아블은 구엘프 1세의 손자이자 파리 백작이자 아르겐가우후작 콘라트 1세의 아들로 카를 2세의 외사촌 동생이었으며, 프로방스의 보소 5세는 대머리 카를 2세의 후처 리첼다의 친정 남동생이었다.
879년 4월 10일 아버지 루도비쿠스 2세의 사후, 고즐린 수도원장 위그, 베른하르트 드 오베르뉴나 보소 5세 등 몇몇 귀족들은 그가 살아있는 연장자 아들이므로, 루도비쿠스 3세에게 왕위를 한 명에게 주어야 한다고 주장했고, 일각에서는 카를로마누스 2세를 지지했다. 이로 인해 논쟁이 있었지만, 879년 9월 루도비쿠스와 카를로마누스는 공동 왕으로 지정되었다. 루도비쿠스 2세의 사망 소식이 전해지자, 이미 로렌 지역을 확보했던 동프랑크 왕국의 루도비쿠스 3세 청년왕와이 쳐들어왔고, 루도비쿠스 3세와 카를로마누스 2세는 동프랑크의 루도비쿠스 청년왕을 격퇴하였다. 아버지 루도비쿠스 2세가 일찍 사망하면서 귀족들이 그의 두 아들 중 누구를 국왕으로 선출하느냐를 놓고 논쟁을 벌이다가, 서프랑크는 국왕을 선출하는 방법이 정착되었다. 이로서 국왕 및 차기 왕위 계승자는 국왕을 선출하는 귀족, 제후들의 영향을 받게 되었다. 그들의 법적 지위에 논란이있었지만 두사람은 왕국을 공동으로 통치하는 것을 승인받았다.

### 네우스트리아의 군주

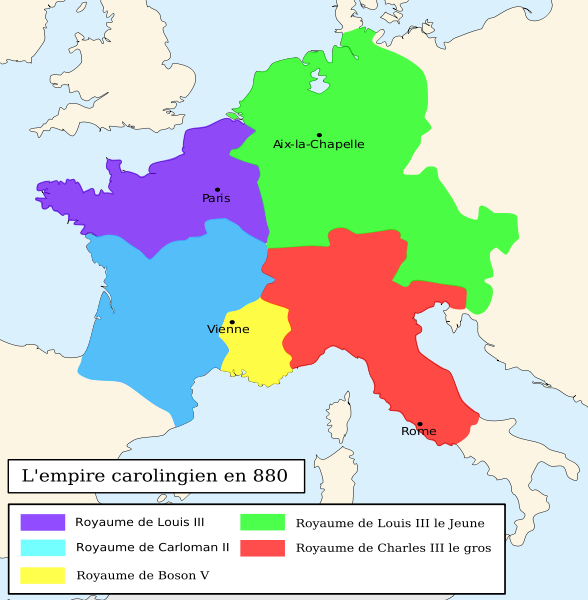
루도비쿠스 3세의 영지, 880년 무렵

즉위 초 루도비쿠스 3세와 카를로마누스 2세는 안스가르드가 루도비쿠스 2세의 정비이고 첫 아내임을 확정했다. 동시에 루도비쿠스 3세와 카를로마누스 2세 형제와 어머니 안스가르데는 루도비쿠스 2세의 계비인 아델라이드 드 프리울리가 간통했다고 비난했다. 당시 임신중이었던 아델라이드 드 프리울리는 왕궁에서 쫓겨났다. 동시에 루도비쿠스 3세와 카를로마누스 2세는 랭스 대주교 힝크마르(Hincmar)를 통해 어머니 안스가르드가 루도비쿠스 2세의 정실 부인임을 대내외에 선포하고 875년의 이혼은 잘못된 조치라고 번복하였다. 정통성 문제를 정리한 후 루도비쿠스 3세는 페리에르에서 기름부음의식을 받고, 대관식을 거행하였다.
880년 2월 서프랑크의 루도비쿠스 3세, 카를로마누스 3세와 동프랑크의 청년 루도비쿠스는 연합하여 왈롱의 샤를루아까지 내려온 바이킹을 상대로 교전하였다. 여기서 서프랑크의 루도비쿠스 3세와 카를로마누스, 동프랑크의 청년 루도비쿠스 3세 연합군은 바이킹을 격퇴하고 5천 명의 바이킹을 사살하는데 성공한다.(→티에몽 전투(880년 2월)) 티에몽 전투 직후 서프랑크의 루도비쿠스 3세와 카를로만 2세 형제는 로타링기아의 영유권을 동프랑크의 청년 루도비쿠스에게 양도하는데 서명한다.
880년 5월 아미엥에서 루도비쿠스 3세는 동생 카를로마누스 2세와 아버지의 영토를 나누어 가졌고, 공동으로 통치했는데 루도비쿠스 3세는 북쪽의 영토인 네우스트리아와 일드프랑스를 받았다. 카를로마누스 2세는 아키텐, 셉티마니아, 부르고뉴, 프로방스를 차지했다. 루도비쿠스 3세와 카를로마누스 2세는 로트링겐(로렌)은 공동 영역으로 남겨두었는데, 귀족들의 도움을 얻어 로트링겐의 상속권을 주장하는 위그를 물리쳤다. 루도비쿠스 3세는 즉위 초반 노르망디와 브르타뉴 일대 해안가를 침입한 바이킹족을 물리쳤다. 그러나 프로방스와 하부르고뉴 일대의 귀족들은 카를로마누스 2세를 영주로 인정하기를 거부하고 보소 5세를 군주로 추대했다. 동생 카를로마누스 2세는 형 루도비쿠스 3세 및 삼촌 카롤루스 3세 크라수스에게 도움을 요청했고, 루도비쿠스 3세는 곧 출병하였다.
880년 9월 21일 또는 그해 3월 22일 이탈리아와 바이에른의 카를로만 3세가 죽자, 로트링겐의 영유권을 놓고 동프랑크 왕국 작센의 루도비쿠스 3세 청년왕이 870년 8월의 메르센 조약은 잘못된 조약이니 불법이라며, 그에게 로트링겐을 요구해왔다. 작센의 루트비히와 갈등하던 중, 결국 그는 카를로마누스 2세 및 루도비쿠스 3세 청년왕와 함께 리베몽에서 조약 체결에 서명하였다. 루도비쿠스 청년왕은 카롤루스 2세 칼부스가 로렌 영토를 불법으로 점유했고, 메르센 조약이 잘못 체결된 조약이라며 반환을 강요했다. 바이킹족을 상대해야 했던 그는 되도록 전쟁을 피하려 했고, 이에 따라 서프랑크가 차지한 로트링겐의 영토는 독일의 루도비쿠스 3세 청년왕에게로 넘어갔다.

### 생애 후반

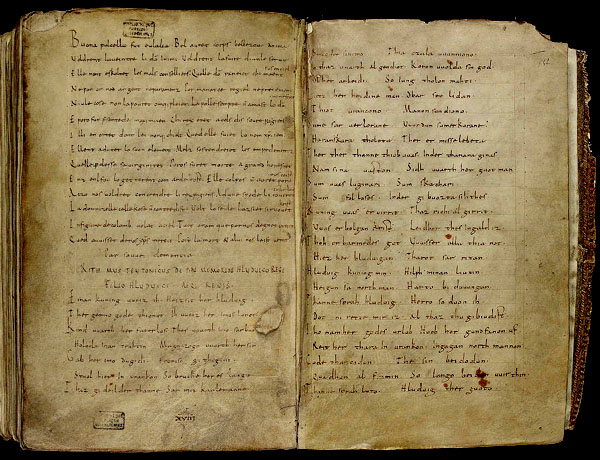
사우코 앙 비우 전투에서의 승리를 두 페이지에 적은 저지독일어로 된 책자 (9세기 후반경)

이때 인척이기도 한 비엔나와 프로방스의 보소 공작이 두 형제와의 동맹을 깨고 부르고뉴의 왕으로 칭하고 나섰고 형제는 함께 그에 대항하여 싸웠다. 두 형제는 삼촌인 뚱보황제 카를의 군대와 연합하여 880년 8월 마콘을 쳐들어가 880년 8월에서 11월 빈에서 공성전을 벌였으나. 8월 마콘만을 획득하고 결국 실패했다.
881년 여름 바이킹 족이 왕국으로 쳐들어왔다. 이들은 전년도인 880년 2월부터 캉브레 주변을 악탈하다가 11월 12일 캉브레 근처 티에몬 전투(Battle of Thimeon)에서 동프랑크의 청년왕 루트비히에게 크게 패하고 돌아갔다가, 다시 보복차원에서 서프랑크 왕국으로 진로를 바꿔서 쳐들어왔다. 881년 8월 3일 동생 카를로마누스 2세와 함께 직접 출정, 아베빌 서쪽 10마일에 있는 사우코 앙 비우(Saucourt-en-Vimeu)에서 바이킹족을 격퇴하는데 성공하였다. 이 전투에서 노르만족 병사 8천명을 사살하는 성과를 올렸다. 그러나 노르만족은 우회하여 솜강 근처 아브빌 지역과 강 둑을 따라서 루아르를 습격하였다. 882년 여름에 오툉 백작 리샤르의 도움으로 비엔나를 겨우 탈환되고, 보소의 아내 이르밍가르트와 그의 아들 루도비쿠스 3세 카에쿠스를 사로잡았다.
882년, 루도비쿠스 3세는 동생 카를로마누스 2세와 함께 이교도인 바이킹 해적을 상대로 큰 승리를 거두었는데 이 때의 전투는 게르만 구전문학으로 칭송되었다. 루이 3세와 카를로마누스 2세의 연합 협공으로 이 전쟁에서 8천 명의 바이킹을 몰살시키는 전과를 얻었다.

### 사고로 인한 최후
882년 루도비쿠스 3세는 덴마크에 사는 바이킹족 해적들이 프리슬란트를 경유하여 프랑스 북부 해안가를 내려와 약탈하였다. 루도비쿠스 3세는 이들을 격파했고, 솜강 근처 아브빌에서 바이킹 족을 격퇴한다.
만년에는 프로방스와 부르군드에서 자립한 보소 일파와 싸웠다. 같은 해 8월 5일 루도비쿠스 3세는 네우스트리아 파리시내 근처 생드니에서 후계자 없이 죽었고 그의 영토는 동생인 카를로마누스 2세에게 넘어갔다. 그는 파리시내 근처 생드니에서 자신이 사랑하던 투르 출신 게르몽(Germond) 후작의 딸을 말을 타고 추격하던 중, 게르몽 후작의 성 문 상인방에 이마를 부딛치면서 말에서 굴러 떨어졌다. 그리고 루도비쿠스 3세의 말은 그를 그대로 밟고 지나갔고, 루도비쿠스 3세의 머리는 그대로 골절되었다.

### 사후
시신은 생 드니 수도원의 1층 성소의 피핀 3세의 석관 위에 안치되었다. 루도비쿠스 3세의 사망으로 카를로마누스 2세가 네우스트리아와 일드프랑스를 병합하고 서프랑크 왕국의 단독 통치자가 되었다. 그 뒤 5년 후 동생 카를로마누스 2세 역시 사망하여 동생인 카를로마누스 2세의 시신이 그의 왼편에 안치되었고, 왼편 아래에는 피핀 3세의 왕비 랑의 베르트라다의 시신이 안치되어 있다.

## 가족 관계
- 할아버지 : 카롤루스 2세 칼부스
- 할머니 : 오를레앙의 이르멘가르트
- 할머니(계조모) : 오툉의 리첼다, 보소 5세, 리샤르 정의공의 누이, 라울의 고모
- 아버지 : 루도비쿠스 2세 발부스
- 어머니 : 부르고뉴의 앙스가르데
  - 동생 : 카를로마누스 2세
    - 조카 : 카롤루스
      - 종손자 : 카롤루스
- 계모 : 이름 미상
- 계모 : 프리울리의 아델라이드
  - 이복 동생 : 단순왕 샤를
  - 이복 제수 : 에드지푸, 잉글랜드의 에드워드 왕의 딸
    - 조카 : 루도비쿠스 4세
    - 조카딸 : 기셀라
    - 조카사위 : 롤로, 바이킹 수령

## 같이 보기
- 보소
- 샤를 3세
- 바이킹
- 뚱보황제 카를